# تكلفة الوكالة
تكلفة الوكالة، (بالإنجليزية: Agency cost)‏، هي مفهوم اقتصادي يتعلق بالرسوم المفروضة على «الأصل» (منظمة أو شخص أو مجموعة من الأشخاص)، عندما يختار الشخص «وكيل» أو يستأجره للعمل نيابة عنه. نظرا لأن كلا الطرفين، لديهما مصالح مختلفة، لا يمكن للموظف أن يضمن بشكل مباشر، أن وكيله يعمل دائمًا لصالحه.(المصالح الرئيسية) الفضلى. فتكاليف الوكالة، تشير عادة إلى التعارضات بين المساهمين، ومديري شركاتهم. حيث يريد أحد المساهمين أن يتخذ المدير قرارات من شأنها زيادة قيمة السهم. بدلاً من ذلك، يفضل المدراء توسيع نطاق الأعمال وزيادة رواتبهم، الأمر الذي قد لا يؤدي إلى زيادة قيمة الأسهم.

تشمل الأمثلة الشائعة لهذه التكلفة، تلك التي يتحملها المساهمون (المدير)، عندما تقوم إدارة الشركة (الوكيل)، بشراء شركات أخرى لتوسيع قوتها، أو إنفاق الأموال على مشاريع الحيوانات الأليفة المهدرة، بدلا من تعظيم قيمة الشركة. أو من قبل الناخبين في منطقة السياسي (الرئيسي)، عندما يقوم السياسي (الوكيل) بتمرير التشريعات المفيدة إلى المساهمين الرئيسيين في حملتهم، بدلاً من الناخبين. على الرغم من وجود آثار تكلفة الوكالة، في أي علاقة وكالة، فإن المصطلح الأكثر استخدامًا في سياقات الأعمال.